# Таунсенд, Роджер
Роджер Таунсенд (англ. Sir Roger Townshend; ок. 1544 — 30 июня 1590) — английский дворянин, политик, военный и рыцарь. Сын сэра Ричарда Таунсенда (умер в 1551 году) и Кэтрин Браун. Большую часть своей карьеры он провел на службе у Томаса Говарда, 4-го герцога Норфолка, и сына и наследника Норфолка Филиппа Говарда, 20-го графа Арундела. Он был посвящен в рыцари в море 26 июля 1588 года во время битвы против Испанской армады.

## Происхождение
Роджер Таунсенд был старшим сыном сэра Ричарда Таунсенд (умер 1551), эсквайра из Брамптона, Норфолк, и Кэтрин Браун, дочери сэра Хамфри Брауна из Ридли-Холла в Терлинге, Эссекс, судьи общей юрисдикции . Внук сэра Джона Таунсенда (? — 1543/1544) и его жены, Элеонор Хейдон, дочери царедворца сэра Джона Хейдона из замка Бейконсторп, Норфолк (сын Генри Хейдона и Анны Болейн). Он был правнуком и наследником сэра Роджера Таунсенда (умер в 1551 году) и его жены Эми Брюс (умер в 1553 году).
У Роджера Таунсенда было две сестры, Элис Таунсенд (жившая 31 июля 1551 года) и Элизабет Таунсенд, которая вышла замуж за Томасом Годсалвом (ум. 2 августа 1588 года) из Бакенхэм-Ферри, Норфолк.
После смерти Ричарда Таунсенда в 1551 году его вдова Кэтрин вышла замуж за Питера Сейнтхилла (умер 19 ноября 1571 года), которого она умерла раньше.

## Карьера
В 1551 году, когда ему было всего шесть или семь лет, Роджер Таунсенд стал наследником своего прадеда, сэра Роджера Таунсенда (умер в 1551 году). Его наследство включало более двадцати поместий близ Рейнхэма, Норфолк, и другую собственность, «делающую его одним из богатейших джентльменов в Восточной Англии».
В 1553 году Роджер Таунсенд поступил в Тринити-колледж в Кембридже, но не получил ученой степени. В мае 1565 года ему была пожалована ливрея его земель, хотя он все ещё был несовершеннолетним.
Дед Роджера Таунсенда был на службе у Томаса Говарда, 3-го герцога Норфолка, и в начале своей карьеры Таунсенд поступил на службу к нынешнему главе семьи Томасу Говарду, 4-му герцогу Норфолку. Его служба в качестве «делового человека» герцога занимала его в Лондоне, и в результате он мало участвовал в местной администрации в Норфолке, хотя в 1566 году он был избран в парламент как рыцарь графства, предположительно после того, как герцог поставил давление на шерифа Уильяма Пастона.
После казни четвёртого герцога в 1572 году Таунсенд продолжал служить своему сыну и наследнику Филиппу Говарду, 20-му графу Арунделу, который на момент смерти отца был ещё несовершеннолетним. В 1583 году Арундел подарил Таунсенду и Уильяму Диксу все свое движимое имущество, чтобы помочь с оплатой долгов графа. Поведение Таунсенда иногда вызывало недовольство графа Арундела. В 1582 году Арундел был оскорблен, когда Таунсенд «поспешил на лодке в Арундел-хаус, чтобы он не оказался втянутым в ссору между графом Оксфордским и Томасом Ниветом». В другой раз, в июне 1589 года, граф Арундел пожаловался Уильяму Сесилу, 1-му барону Бёрли, что его дядя, лорд Генри Говард, и некоторые из арендаторов Арундела страдают от рвения и жесткости Таунсенда: «Сэр Роджер Таунсенд так решительно настроен ни с чем не расстаться. больше, чем он должен быть исполнен законом». Однако спустя годы Арундел был более признателен за службу Таунсенда, в своем последнем завещании назвал его «моим любящим другом» и завещал ему «прекрасную чашу с крышкой из 30 унций двойной позолоты».
Роджер Таунсенд и его вторая жена Джейн занимали должности при дворе и в 1576—1584 годах обменивались новогодними подарками с королевой Елизаветой. В 1585 году граф Арундел был заключен в тюрьму, и о карьере Таунсенда после этого времени мало что известно. Он составил свое завещание в декабре 1587 года. В 1588 году он служил с флотом против испанской Армады и 26 июля был посвящен в рыцари на море лорд-адмиралом Чарльзом, лордом Говардом Эффингемским. Портрет сэра Джона Таунсенда был среди тех, что были на полях гобелена, посвящённого поражению Испанской армады, который висел в Палате лордов до тех пор, пока гобелен не был уничтожен огнём в 1834 году.
Таунсенд добавил к своему земельному наследству в Норфолке, купив другую собственность, включая земли в Эссексе и поместье в Сток-Ньюингтоне, которое он купил у Томаса Саттона (1532—1611). Он умер в Сток-Ньюингтоне 30 июня 1590 года и был похоронен в Сент-Джайлс Крипплгейт. Ему наследовал его старший сын, сэр Джон Таунсенд.

## Браки и дети
Сэр Джон Таунсенд женился сначала на Урсуле Хейдон (ум. до 1564 года), дочери сэра Кристофера Хейдона от Энн Друри, дочери сэра Уильяма Друри из Хоустеда, Саффолк, от которой у него не было потомства.
Джон Таунсенд вторым браком женился на Джейн Стэнхоуп (ок. 1547—1618), дочери сэра Майкла Стэнхоуп (ум. 1552) из Шелфорда в графстве Ноттингемшир, и его жены, Энн Роусон (ок. 1515—1588), дочери Николаса Роусона из Авели, Эссекс, и Беатрис Кук (ум. 1554), дочери сэра Филипа Кука (ум. 1503) и Элизабет Белкнап (умер 1504).
После смерти Роджера Таунсенда его вдова Джейн вышла вновь замуж за Генри Беркли, 7-го барона Беркли. Она умерла в своем доме в Барбикане 3 января 1618 года, оставив завещание, датированное 20 июля 1617 года, которое было подтверждено её внуком, сэром Роджером Таунсендом, 1-м баронетом, 10 марта 1618 года.
От второй жены у Роджера Таунсенда родилось двое сыновей:
- Сэр Джон Таунсенд (умер в 1603 году), который женился на Энн Бэкон, дочери сэра Натаниэля Бэкона из Стиффки, графство Норфолк, и умер 2 августа 1603 года, на следующий день после того, как был смертельно ранен на дуэли с сэром Мэтью Брауном из Уэст-Бетчворта в Доркинге, графство Суррей[13][14].
- Сэр Роберт Таунсенд[6]. В феврале 1603 года Джон Мэннингем отметил в своем дневнике, что «поэт Бен Джонсон теперь живёт на одном Таунсенде и презирает мир». Дональдсон определил покровителя Джонсона как «сэра Роберта Таунсенда, младшего сына командующего военно-морским флотом сэра Роджера Таунсенда из Рейнхэма (умер в 1590 году)», отметив, что он был «щедрым покровителем для ряда писателей в это время, включая Джона Флетчера»[15][16].